# 少年よ耽美を描け
『少年よ耽美を描け -Boys be tambitious-』（しょうねんよたんびをえがけ ボーイズ・ビー・タンビシャス）は、ミキマキによる日本の4コマ漫画。
季刊誌『ウンポコ』（新書館）の休刊に伴って連載が中断していたが、新創刊された隔月刊誌『カグヤ』（同）にて連載再開が決定。9月18日創刊号から正式に連載再開されたが同誌をリニューアルした『カグヤSPADE』の休刊により、隔月刊誌『ウィングス』（同）にて連載された。
2018年12月より『webマガジンFLASHウィングス』（同）にて連載中の『腐女子、小清水詩織。』は本作のスピンオフにあたる。

## 概要
季刊誌『ウンポコ』（新書館）vol.4（2005年12月30日発売）から連載開始。「Boys be tambitious」の英題が付けられている通り、ウィリアム・スミス・クラークの言葉として知られる「青年よ、大志をいだけ」 (Boys Be Ambitious) の地口であり、第1巻のカバー絵はクラーク博士の有名な立像と同じポーズを登場人物達が取っている。BL初心者の少年達による、どこかおかしい、しかし真理を突いているようでもあるBL解釈を軸に、BL創作に没頭するあまり私生活にまでBL理論が入り込んでいく様を高いテンションで描く。なお、登場人物同士でBLごっこに打ち興じるものの、基本はギャグ漫画なので本当の意味での恋愛関係にはならない。

## あらすじ
容姿端麗な高校生の新葉芹は生まれて初めて彼女に振られ、しかもその理由は彼女が新葉との付き合いよりもBL漫画に時間を割きたいということだった。初めて体験する屈辱に新葉はBL漫画を描くことで彼女を見返そうと思い立ち、友人達を巻き込んでBL創作に情熱を燃やす。だが新葉はそもそもBLが何の略かも知らなかった。

## 登場人物
新葉芹（あらば せり）
主人公。18歳のモテ男。初めて女性に振られたショックでBL漫画家を志す。ペンネームはアラ・パセリ。頭は悪いが根拠の無い自信に満ち溢れ、突飛な発想と壊滅的な画力を武器にBL界の頂点を目指す。
嶺良秀一（ねら しゅういち）
新葉の幼馴染の眼鏡男子。学年首席で生徒会長だが付き合いが良く、新葉のBL計画に最初に巻き込まれる。絵は新葉より上手いものの鼻筋や唇をしっかり分厚く描くリアル志向の絵柄で、BLには向かない。新葉に付けられたペンネームはチーパッパ魔鬼村（まきむら）。
潮迅太郎（うしお じんたろう）
新葉の友人でアマチュアバンドのベーシスト。面子の中では最もBL向きの端正な絵柄を持ち、女を紹介してくれるという新葉の約束を餌に作画を担当させられる。新葉に付けられたペンネームはレッサーパンダHZ。
小清水詩伸（こしみず しのぶ）
嶺良の後輩で、BL漫画から出てきたような天使系美少年。BL漫画家を姉に持ち、手に負えないシスコン。背景やトーンなどの仕上げに長じる。
小清水詩織（こしみず しおり）
22歳の大学生。詩伸の姉でBL漫画家。女性だが男前で、自己中心的な暴力人間。漫画のためなら弟やその友人を犠牲にすることも厭わない。新葉の発想だけは評価している。

## わんぱくな☆ボクら
本作品上に掲載されている架空のBL漫画である。
略称は「わん☆ボク」、「わんボク」

### 登場人物
小林淳平（こばやし　じゅんぺい）
「わんぱくな☆ボクら」の主人公で「攻め」。
平凡な日常に退屈しきっていたが、凪沙との出会いで運命が変わる。
凪沙（なぎさ）
魔法の国の王子。淳平の相手役、いわば「受け」。
修行の為に日本に来たらしい。
空から落ちてきた衝撃で、淳平と口づけを交わしてしまう。
魔法界では戦争が勃発しており、彼は命を狙われている。
伊恩（いおん）
凪沙の敵国の幹部。
小清水詩織が「伊恩たん」と呼び、愛してやまないキャラクターでもある。
DNA操作で同じ顔をした「梨恩（りおん）」という別キャラクターも存在する。
J（ジェイ）
凪沙の敵国の幹部。
第3巻（わんボク上の）では、淳平を殺して自らの物にしようとした。
麻宮（まみや）
アニメ版「わん☆ボク」のオリジナルキャラクター。年下のたらし系。
どことなく、雰囲気が新葉に似ている。
アニメは彼の残虐なシーンが問題となり放送中止になってしまう。

## 書誌情報
ミキマキ 『少年よ耽美を描け』 新書館 全8巻
〈ウンポコ・コミックス〉
- 1巻 2007年10月10日初版発行 (2007年9月28日発売)[4] ISBN 978-4-403-67046-6
- 2巻 2008年12月28日初版発行 (2008年12月24日発売)[5] ISBN 978-4-403-67059-6

〈ウィングス・コミックス〉
- 3巻 2010年6月25日初版発行 (2010年6月24日発売)[6] ISBN 978-4-403-67095-4
- 4巻 2011年7月10日初版発行 (2011年6月26日発売)[7] ISBN 978-4-403-67109-8
- 5巻 2012年7月10日初版発行 (2012年6月23日発売)[8] ISBN 978-4-403-67117-3
- 6巻 2013年11月10日初版発行 (2013年10月25日発売)[9] ISBN 978-4-403-67148-7
- 7巻 2015年10月10日初版発行 (2015年09月25日発売)[10] ISBN 978-4-403-67172-2
- 8巻 2018年12月10日初版発行 (2018年11月24日発売)[11] ISBN 978-4-403-67179-1

## 朗読劇
2018年12月24日、浜離宮朝日小ホールで開催の『GFA祭2018』においてGFAによる、朗読劇が行われた。